# Hoy no me puedo levantar (musical)

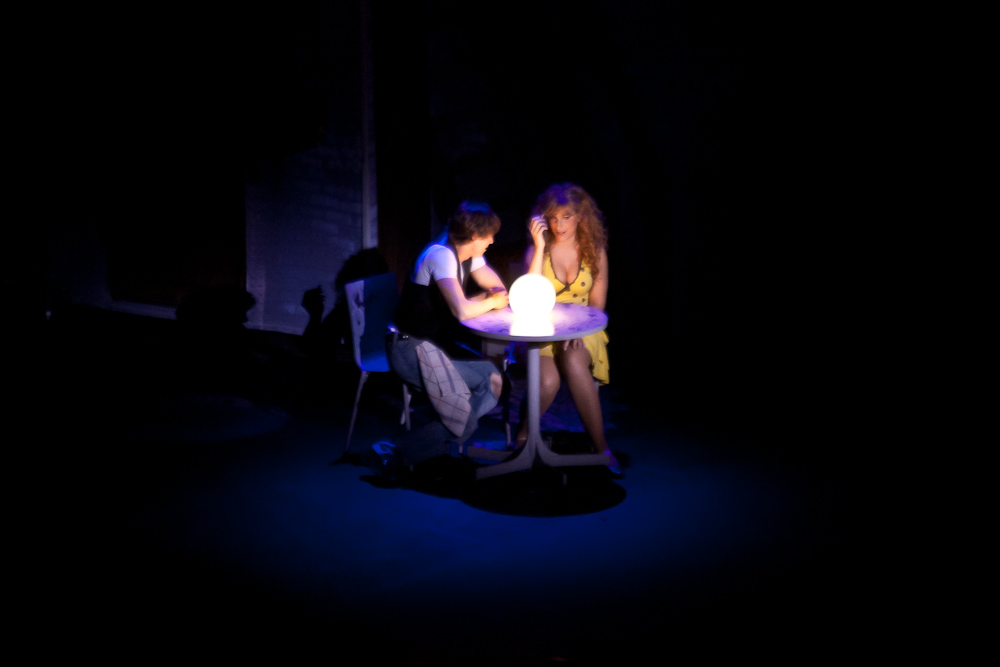
Actuación en Jerez de la Frontera

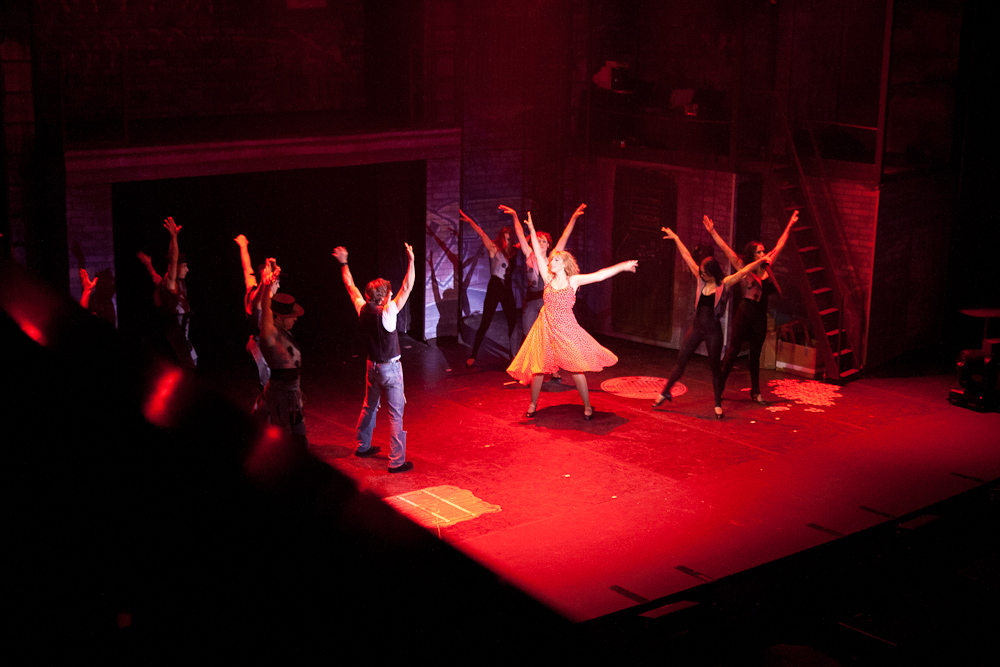
Actuación en Jerez de la Frontera

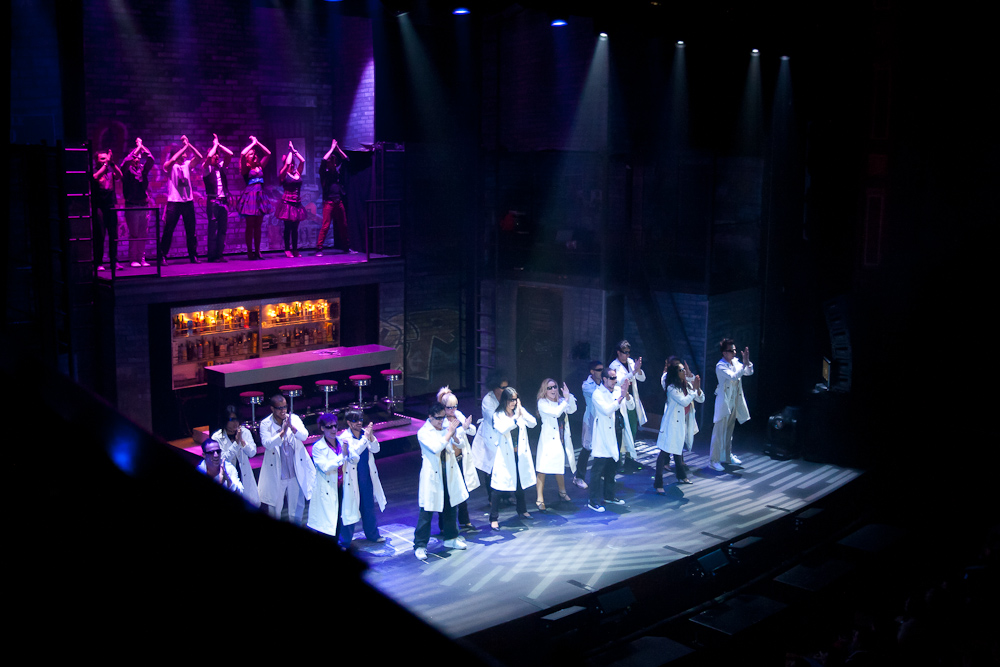
Me colé en una fiesta

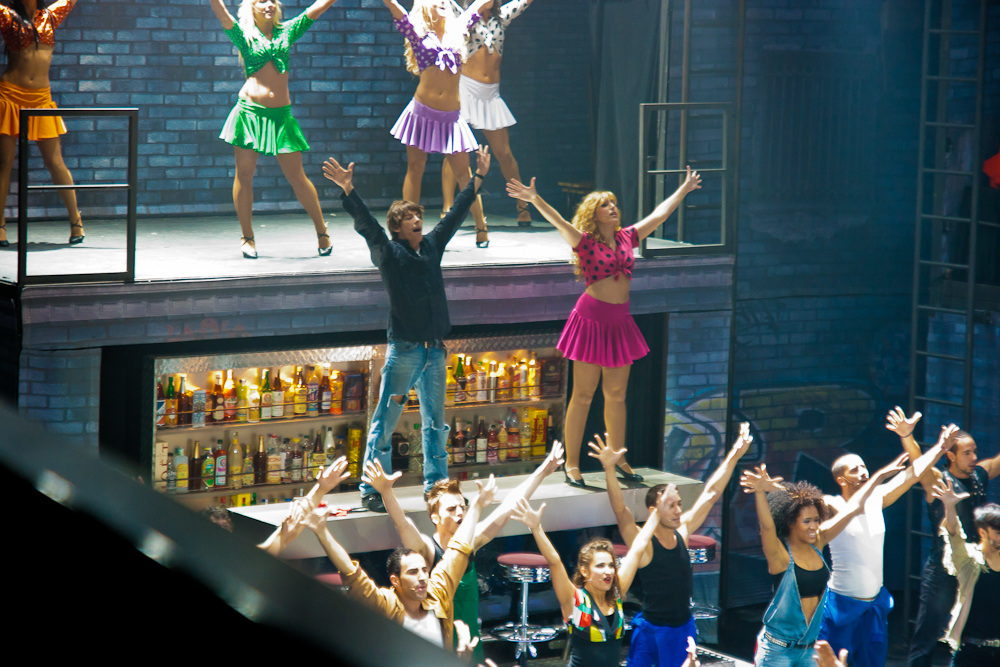
Medley 1

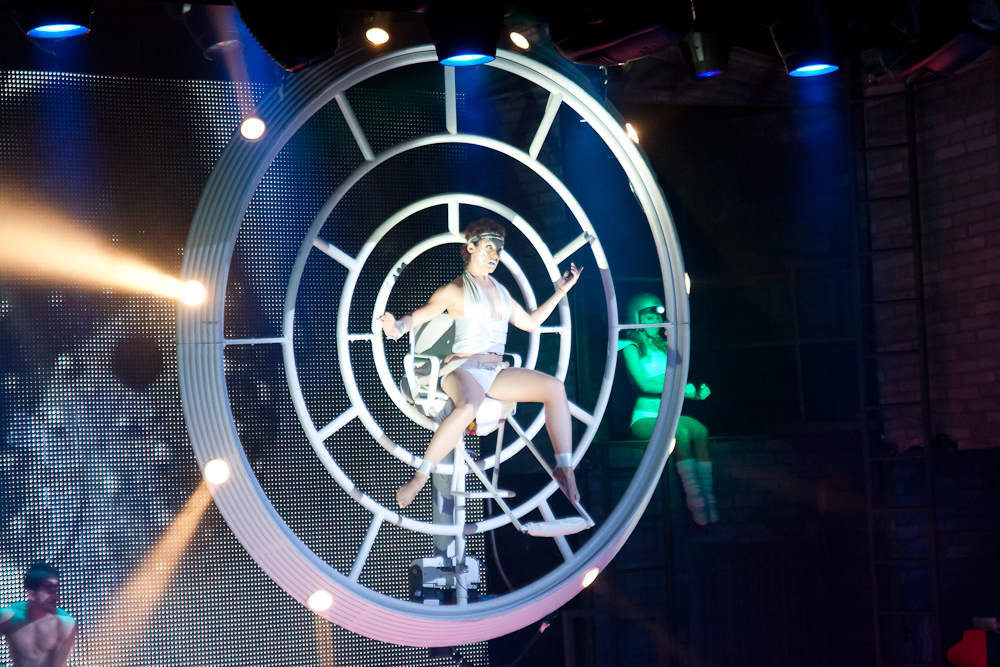
Eugenio Salvador Dalí - Laika

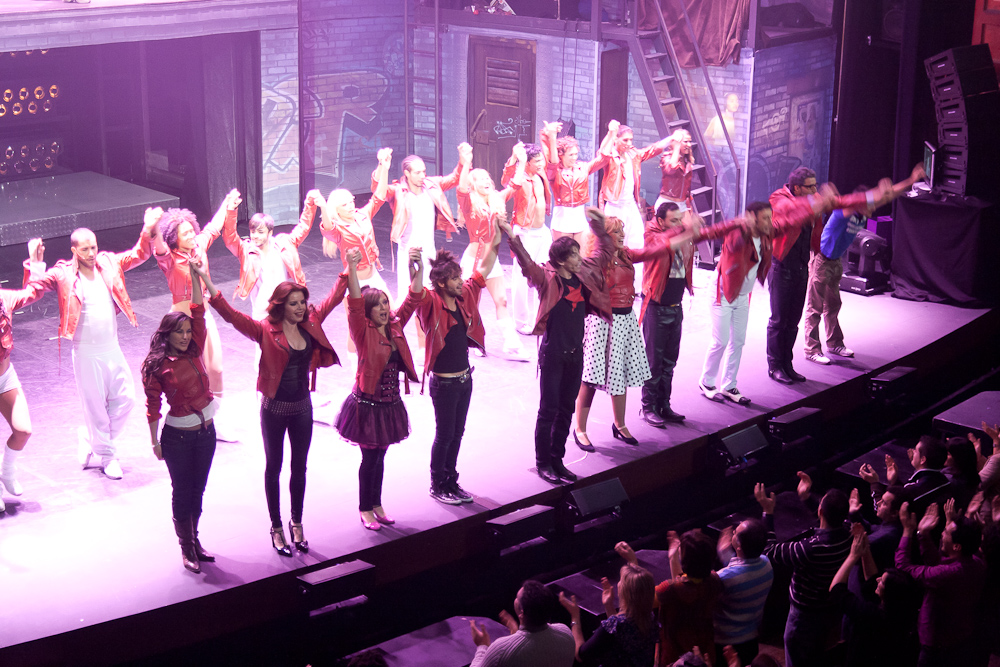
Medley 2

Hoy no me puedo levantar fue un musical jukebox basado en las canciones del grupo musical español Mecano. El espectáculo, que adopta el título de la canción del mismo nombre contenida en Mecano, el primer LP del grupo editado en 1982, trata de ser un reflejo de la movida madrileña, un movimiento contracultural surgido durante los primeros años de los años 1980 donde se proponía el desarrollo de una cultura alternativa a nivel social e ideológico, y que se caracterizó por iniciar un profundo cambio en la forma de vida establecida hasta entonces, especialmente entre los jóvenes. La obra se estrenó el 7 de abril de 2005 en el Teatro Rialto de Madrid.
Un año después simultáneamente se puso en marcha la versión de Hoy no me puedo levantar en la Ciudad de México, en el Centro Cultural Telmex.

## Argumento
La historia se desarrolla en los años 1980 en España. Un muchacho de pueblo introduce la obra haciendo mención a una ciudad que quiso cambiar de color, una fecha cargada de promesas y un muchacho cargado de ilusiones. La ciudad era Madrid, la fecha: 1981 y el chico era el mismo que habla: Mario. Para él vivir en la ciudad era vivir donde los sueños se cumplen y su amigo Colate le acompañará en su aventura ("Obertura/Hoy no me puedo levantar").
En un pueblo, los dos amigos deciden ir a la ciudad para formar un grupo. Ambos dejan atrás su vida en el pueblo, y Colate también a su novia, Anuca, que no se atreve a confesarle que está embarazada de él. Mario promete a Colate que le regalaría una chaqueta de cuero roja cuando triunfaran en el mundo de la música ("Quiero vivir en la ciudad").

Al llegar a Madrid no tienen dinero y nadie les contrata como dúo, así que empiezan a trabajar en un local llamado "El 33", donde Mario conoce a una bailarina de flamenco llamada María. En el 33 conocen a Panchi, el batería de un grupo heavy que se une a ellos, y a Guillermo, un guitarrista homosexual y amigo de María. El grupo decide llamarse Luna y viven el golpe de Estado del 23-F ese mismo día muy de cerca ("No Hay Marcha En Nueva York"), unos días después, quedan con Guillermo para que les cambien el look ("Maquillaje") y los cuatro, deciden presentarse al concurso de grupos musicales que se celebra en El 33 el 7 de septiembre, Mario descubre que María es la mejor amiga de Guillermo y se declara a ella ("Por La Cara"). Tras una noche de diversión y consumición de drogas, sueñan vivir en un apartamento hawaiano ("Hawaii-Bombay"). Colate queda enganchado a las drogas tras esa noche. Una mañana, llega Anuca y al ver que Colate prefiere quedarse en Madrid antes que volver al pueblo con ella, decide dejarlo con el chico. Esto impulsa a Colate a consumir cada vez más y más ("Quédate en Madrid").
Mario sigue enamorado de María y al ver que la chica no le hace caso alguno, decide pedirle ayuda a Anselmo, el dueño de El 33 ("Una rosa es una rosa"). María y Patricia están posando para Guillermo, que las está inmortalizando en un lienzo (ya que este siempre se ha definido como "cantante, guitarrista, modelo, actor y pintor) y María sigue evitando el tema de Mario y niega estar enamorada de él. Guillermo está enamorado de Mario, pero para que las chicas no se enteren de su homosexualidad, les cuenta que está enamorado de una chica lesbiana ("Mujer contra mujer"). Sin embargo, María en secreto admite que está enamorada de Mario ("Lía"). Días antes del concurso, Colate dice que le han robado el dinero que el grupo había estado ahorrando, para que no descubran que se lo había gastado en drogas; Anselmo acepta ser el mánager de Luna, pero con la condición que le cambien el nombre al grupo; Colate propone el nombre de Rulé y celebran y Panchi y Guillermo luego de discusiones arreglan sus diferencias ("Me colé en una fiesta").Debido a el golpe de estado están obligados a ir al ejército, pero antes se celebra el concurso ("No Controles"), el cual gana el grupo Rulé, y se hacen famosos. El día del concurso , María se da cuenta de que Mario está verdaderamente enamorado de ella y empiezan a salir ("Medley 1").
Tras un año de ejército, vuelven y Colate cada vez está más demacrado debido a las drogas y comenta con Pantxi su deseo de volver a ser niño; cuando quería ser astronauta, mientras que Panchi le comenta que él quería ser pintor, igual que Dalí ("Eugenio Salvador Dalí/Laika"). El grupo sigue ensayando sus canciones, pero conceden una entrevista a Mario y sólo habla de él mismo ("Aire"). El grupo se decepciona, excepto Colate, que le defiende. Cada vez más demacrado, Colate no puede resistirse a la tentación de seguir drogándose y cada vez está peor ("Perdido en mi habitación"). María descubre que Mario le es infiel con Malena, la presentadora del concurso, y decide dejarlo. Pero el líder de Rulé le compone una canción, aunque de nada sirve ("Cruz de navajas"). Mario está muy decepcionado con Colate porque se droga mucho y tienen una discusión, tras la que Colate le promete que dejará de consumir, pero no cumple su promesa ("Barco a Venus"). A Mario le presionan para que deje el grupo y triunfe como solista, y aunque no lo ve muy claro, decide hacerlo para conseguir más dinero, lo que decepciona sobremanera al grupo, pero Colate sigue apoyando a su amigo, pues piensa que es su gran oportunidad; el joven está cegado por la amistad que le une a su amigo; Anselmo le advierte que en menos de un año, Mario no reconocerá ni a él mismo ("El uno, el dos, el tres"). Pasan cuatro años y Panchi se casa con Patricia. Mario se vuelve muy famoso tras grabar sus discos y sigue con Malena. El 7 de septiembre va a El 33 ("El 7 de septiembre"), donde se encuentra con María y se acuestan; Mario está muy preocupado por Colate y por la presión de la discográfica, por lo que María le canta una nana para que duerma tranquilo, así como en alusión a "Luna", el primer nombre del grupo ("Hijo de la luna"). Luego llega el fin del año 1987 ("Un año más"). Colate llama a Anuca para desearle feliz año. Anuca ya había tenido al niño de Colate, pero nunca le dijo que era suyo. Colate supuso que estaría casada y le entristece, pues aún la quiere. Colate va a ver a su amigo Mario para ver cómo le van las cosas. Pero Mario, al ver que su amigo sigue drogándose, discute con Colate y se va. Lo que él no sabe es que Colate había ido a decirle que había contraído el SIDA y que quería despedirse de él, dejándole la chaqueta de cuero roja que le había regalado cuatro años atrás. Al estar gravemente enfermo, haberse quedado sin dinero, oportunidades y sin Mario, Colate decide suicidarse ahorcándose en su habitación ("El Fallo Positivo"). Panchi descubre su cuerpo inerte colgando de la cuerda. María llama a Mario para comunicarle la mala noticia ("Me cuesta tanto olvidarte"). 
En el cementerio, Mario se encuentra con Anuca y la chica está muy decepcionada con él, pues cuando se fueron del pueblo prometió que cuidaría de Colate. También se encuentra con Anselmo, Guillermo y Pantxi, que ya le han perdonado, y con Anselmo y Patricia. Cuando se van, Mario se queda sólo en el cementerio para despedirse de Colate, pero este se le aparece y le dice que no pierda a María y que él está bien, que no se sentía tan bien desde hacía mucho tiempo ("No es serio este cementerio"). El fantasma de Colate habla con Mario para decirle que María sigue enamorada de él, y que debe volver a tocar con Rulé y contratar a Anselmo como bajista, Mario confiesa a Colate lo que siente por María, justo en el momento en el que ella aparece en el cementerio y escucha todo lo que Mario dice, por lo que decide perdonarle al ver que Mario es totalmente sincero con ella ("La fuerza del destino"). Se besan y Mario termina diciendo que los años 80 fueron la década de su vida y que hay algunos que piensan que de esos años no quedó nada y que, sin embargo, quedó todo ("Vivimos siempre juntos") ("Medley 2").
En el reestreno de Hoy no me puedo levantar, en España en 2013, existen notables diferencias con la primera producción:
- No se especifica que María sea bailarina, simplemente trabaja como camarera.
- El 23-F ocurre el día de la fiesta, y no antes, como en la primera producción
- María y Patricia nunca posan para que Guillermo las inmortalice en un lienzo, sino que filman un cortometraje. Además, Guillermo no confiesa que esté enamorado de una chica lesbiana, sino que María y Patricia le cantan "Mujer contra mujer" para transmitirle que no ocurre nada por ser homosexual.
- Colate no dice que  le hayan robado los ahorros del grupo (que nunca se mencionan), pero le roba dinero de la caja a Anselmo.
- No es Anselmo quien decide cambiar el nombre del grupo. La razón del cambio de nombre es que ya hay un grupo que se llama Luna en el concurso, y por eso Colate propone el nombre de Rulé.
- Los chicos no están obligados a ir al ejército, ya que el 23-F ya se había producido, aunque Rulé sí que gana el concurso.
- La canción "Cruz de navajas" la canta Mario en el primer acto, cuando aún no sale con María, poco antes del concurso.
- En su lugar Mario y María interpretaban el tema "Tu"
- En la escena en la que Colate y Mario discuten, el primero sí que llega a darle la chaqueta roja a Mario, envuelta en una bolsa de basura. Sin embargo, le dice: "No la abras hasta llegar a casa". Mario, al verla, se entristece mucho.
- Anuca no está decepcionada con Mario, simplemente está muy triste con la muerte de Colate.
- María ya no le avisa a Mario de la muerte de Colate, después de que Panchi (o Chakas) lo encuentra muerto, Mario aparece en escena con la chaqueta de cuero roja de Colate y empieza a cantar "Me cuesta tanto olvidarte".
- Para "Barco a Venus", Colate de encierra en el baño del 33 para drogarse y no en su habitación.
- Durante "Perdido en mi habitación" se ven animaciones y a Colate encerrado en un pequeño cuadro. Al finalizarla, grita "Churchi" junto con un mazo "rompiendo" la pantalla.
- María se entera de la infidelidad de Mario con Malena mediante los periódicos y revistas durante la celebración de "Aire" como número 1..
- Para la versión 2020-21, Panchi (o Chakas) descubre rápidamente muerto a Colate (ya que sale justo en donde está el cadáver), y no lo descuelga (a diferencia de las versiones anteriores, donde lo recostaba).
- Colate sale de una capilla (y no por atrás de una lápida, como antes sucedía), así como todo el número se lleva a obscuras solo brillando el traje de Colate y el de los difuntos. Mario ya no forma parte de la coreografía (ahora sale hasta terminado el número tras ocultarse atrás de la capilla).
- Por primera vez se ve a la hija de Ana y Colate, se le puede ver durante la llamada telefónica que hace Colate después de "Un año más" y durante la escena del cementerio.
- Ana recupera su bufanda que le deja a Colate, justo en la escena del cementerio, junto con una nota que lee su hija.
- El número de "La Fuerza del Destino" desaparece para la versión 2020-21, así como "Una Rosa es una rosa".
- Para "Hijo de la Luna", María es la única que aparece en escena (cuando antes la escena mostraba a Mario junto con ella).
- Colate y Panchi (o Chakas) ya no aparecen durante todo el número de "Eugenio Salvador Dali/Laika", solo se les ve al principio del mismo.

## Ambientación
Con el hilo conductor de las canciones de Mecano, el musical es un reflejo de la eclosión musical que se produjo en Madrid en la primera mitad de los años 1980, en los que transcurre la acción, coincidiendo con el movimiento que se dio en llamar movida madrileña.
Las referencias al momento y lugar son constantes en toda la representación, y van desde las alusiones al intento de golpe de Estado del 23-F al programa La edad de oro, de Paloma Chamorro en TVE. Desde el reconocimiento público de la homosexualidad por primera vez en España hasta la proliferacíón de tribus urbanas (nuevos románticos, heavy metal). También se mencionan locales y bares míticos del momento como El Sol, El Pentagrama o La Vía Láctea. Sin olvidar un aspecto social de la época como fue el incremento en el consumo de heroína entre la población juvenil.

## Giras
En el mes de agosto del 2008 la compañía española inició una gira por 30 ciudades españolas:

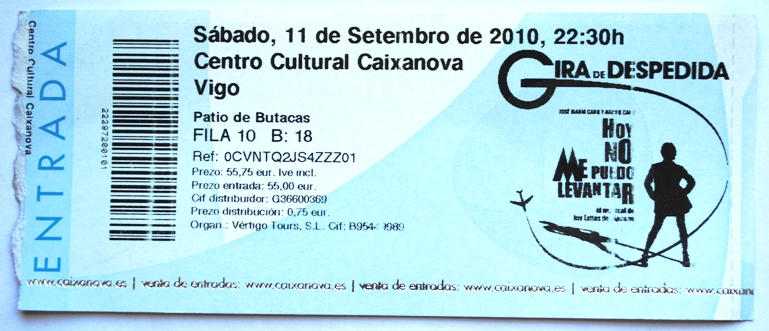
Entrada para el espectáculo en Vigo, España.

- Bilbao 14 de agosto – 7 de septiembre de 2008
- Salamanca 11 de septiembre – 14 de septiembre de 2008
- Pamplona 18 de septiembre – 28 de septiembre de 2008
- Logroño 2 de octubre – 5 de octubre de 2008
- Murcia 9 de octubre – 12 de octubre de 2008
- Roquetas de Mar 16 de octubre – 19 de octubre de 2008
- Granada 23 de octubre – 26 de octubre de 2008
- Guadalajara 30 de octubre – 2 de noviembre de 2008
- Santander noviembre de 2008
- Valladolid noviembre de 2008
- Alicante noviembre de 2008
- Castellón diciembre de 2008
- Santa Cruz de Tenerife 21 de diciembre de 2008 – 3 de enero de 2009
- Las Palmas 9 de enero de 2009 – 1 de febrero de 2009
- Jaén febrero de 2009
- Jerez de la Frontera febrero de 2009
- Zaragoza febrero de 2009
- Valencia marzo de 2009
- Altea abril de 2009
- Albacete abril de 2009
- Torrevieja abril de 2009
- Sevilla abril de 2009
- Burgos mayo de 2009
- Córdoba mayo de 2009
- Málaga junio de 2009
- Cádiz junio de 2009
- San Sebastián junio de 2009
- Gijón junio – julio de 2009
- La Coruña julio de 2009
- Vitoria julio de 2009
- Palma de Mallorca agosto de 2009
- Barcelona septiembre de 2009 – julio de 2010 || septiembre de 2010 – enero de 2011
- Cuenca agosto de 2010
- Valencia septiembre de 2010
- Vigo septiembre de 2010
- Palma de Mallorca septiembre de 2010
- Valencia-Sagunto junio-julio de 2011

La versión mexicana comenzó una gira internacional por distintas ciudades de México, Estados Unidos y Centroamérica, la cual dio inicio el 20 de septiembre en el Auditorio Nacional de la Ciudad de México.

## El equipo
- Productor
  - Ángel Suárez, José Manuel Lorenzo.

- Director
  - Nacho Cano.

- Autor del libreto
  - David Serrano de la Peña.

- Música y letra de las canciones
  - Nacho Cano.
  - José María Cano.

- Director Musical
  - Isaac Ordóñez.

- Coreógrafo
  - Tino Sánchez.

- Director de actores
  - Secun de la Rosa.

- Escenografía:
  - Ana Garay.

- Dirección técnica, Diseño y fabricación de máquina de vuelos.
  - Martín Roberto Sánchez Sánchez.

## Reparto en España

### Reparto original Madrid
Estrenaron la obra (Rialto-abril de 2005):
| - Miquel Fernández.....Mario, - Inma Cuesta.....María, - Javier Godino.....Colate, - Diego París.....Panchi, - Andreu Castro.....Guillermo, - Fanny Alcázar.....Ana, - Javier Navares.....Anselmo, - Natalia Vergara.....Patricia, - Paloma Arimón.....Malena, - Ángel Padilla.....viejo, churchi, luego Anselmo, - Federico Monreal . . . Colate - Esmeralda Grao...."Cantante de Cabina, Cover Ana", - Aaron Cobos.....Bailarín, - Noemi Calumarte.....Bailarina, - Stephanie Martínez.....Bailarina, - Yolanda Torosio.....Bailarina, - Noemi Cabrera.....Bailarina, - Yuri Ramírez.....Bailarina, - Olaia Cereixo.....Bailarina, - Leonte Bordanea.....Bailarín, - Eduardo Morlans.....Bailarín, - Antonio Navarro.....Bailarín, Guillermo - Antonio Martos.....Bailarín, - Ernesto Pigueiras.....Bailarín, - Alberto Escobar.....Bailarín, - Rubén Nsue.....Bailarín, - Alberto López.....Bailarín, | Luego se incorporaron durante la 1.ª temporada: - Adrián Lastra.....Colate/Mario/Panchi - Daniel Diges como "Mario" - David Carrillo.....Guillermo, - Gonzalo Alcaín.....Jefe de cabina de voces, Dalí, Freddy - Ana del Rey.....Bailarina, - Sara Grávalos.... "Cantante de Cabina, María, cover Ana", - Mapi Molina.... "Cantante de Cabina, Patricia, Malena", - Omar Antxundia.....Actor/Cantante/Bailarín/Espontáneo/Dali/7 de septiembre - Marina Ruiz.....Bailarina, - Mónica Delgado.....Bailarina, - Jannete Mahr.....Bailarina, - Pedro Carrasco.....Bailarín, - Isaak Gracia.....Bailarín, - Federico Barrios.... Bailarín, - Ondina Maldonado...."Cantante de Cabina" - Libertad Estévez Calero.... "Cantante de Cabina", cover Ana", - Víctor Calderón.....Bailarín, |

| - Fernanda Castillo.....María - Alan Estrada.......Mario - David Carrillo.....Guillermo/Panchi - Adrián Lastra.....Colate/Mario/ - Federico Monreal . . . . Colate - Carlos J. Benito.....Mario/Anselmo - Diego Paris.....Panchi - Roger Berruezo.....Mario - Tania García.....María - Marcos Rodríguez.....Colate/Guillermo - Mariola Peña.....Patricia/María - Ruth Calvo.....Ana/Patricia - Paloma Arimón.....Malena - Diego Falcón.....Anselmo - Álex Forriols.....Panchi/Colate/Espontáneo/Dali/Cantante - Nuria Sánchez.....Ana/Patricia/María - Lula Fernández.....Ana/Bailarina - Anita Del Rey.....Patricia/Bailarina - María De Miguel.....Malena/Bailarina - Federico Barrios.....Guillermo/Capitán Del Cuerpo De Baile - Keko.....Espontáneo/Bailarín/Cantante - Juan Antonio Carrera.....Actor/Cantante/Bailarín/Espontáneo/Dali/7 de septiembre - Bastian Iglesias.....Espontáneo/Cantante/Bailarín - Ela Ruiz (solo Madrid) | - Daniel Diges como "Mario" - Andrea Guasch como "María" - Adrián Lastra como "Colate" - Claudia Traisac como "Ana" - Diego Paris/Canco Rodríguez como "Panchi" - Angy Fernández como "Patricia" - David Carrillo como "Guillermo" - Alejandro Vega como "Anselmo" - Tanía García como cover de "María y Ana" - Xavi Navarro como cover de "Mario y Colate" - Beatriz Ros como "Malena" y cover de "Patricia" - Héctor Fernández Otones como "cover de Colate, Panchi y Anselmo" - Xavi Melero como cover de "Colate y Guillermo" - Paloma García como cover de "Malena" y bailarina. - Mar Canadell como cover de "Malena" y bailarina. - Toni Espinosa como bailarín - Félix Romero como cover de "Guillermo" y bailarín - Viviana Camino como cover de "Malena" y bailarina - Miguel Ángel Collado como bailarín - Guillermo Flores como bailarín - Rosa Daganzo como bailarina - Manu García como bailarín - Lorena de Orte como cover de "Malena" y bailarina - Álex González-Chávarri como bailarín - Carla Díaz como bailarina - Josh Huerta como bailarín - Mónika Gómez como bailarina - Cisco Lara como bailarín - Belinda Henríquez como bailarina - Ángel Montes como bailarín - Julia Pérez como bailarina - Ernesto Santos como bailarín - Laura Salvador como bailarín - Dani Tatay como cover de "Anselmo" y bailarín - Miryam Vega como bailarina |

| - Xavi Navarro "Mario" - Tania García "María/Ana" - Xavi Melero "Colate" - Carlos Benito "Mario/Anselmo" - Paula Berenguer "Ana" - Javier Ruiz "Panchi" - Cristina Rueda "Patricia" - David Carrillo "Guillermo/Panchi" - Marcos Rodríguez "Guillermo/Colate/Anselmo" - Javier Enguix "Guillermo/Anselmo/Panchi" - Ona Pla "María/Patricia/Ana" - Álex Esteve "Anselmo" - Cristina Murillo"Malena/Ana/Patricia" - Manoli Nieto "Patricia/Malena" - Federico Barrios “Guillermo” y Coreógrafo Residente - Carla Diego Luque "bailarina" - Mar Canadell "bailarina" - Marisa Pareja Sevillano "bailarina" - Maribel del Pino "bailarina" - Marta Blanchart Requena "bailarina" - Sonia Ebiole Esomba "bailarina" - Olga Moral "bailarina" - Paola Guitart Velasco "bailarina" - Raquel Esteban Roldán "bailarina" - Úrsula Aguilera "bailarina" - David Blanco Toyos "bailarín" - Eduardo Cervera Martínez "bailarín" - Gerard Mínguez Nogués "bailarín/cantante" - Isaac Suárez"bailarín" - Jesús Martín Márquez "bailarín" - Jorge E. Alcover "bailarín" - Lino Di Giorgio JR."bailarín" - Lluis Burch González (Lucho) "bailarín" - Marcos Zhang "bailarín" - Sergio Blanco Toyos "bailarín" - Aridane González(Acróbata) Músicos. - Isaac Ordóñez..... Director musical en el estreno 2005. Pianista - Marcelo Fuentes....Coordinación de músicos - Daniel García....Director Musical - Denise Bilanín....Teclados y Director de Banda - Rubén Santos....Batería y Percusión - Francisco Javier Schoendorff....Bajo - Víctor Menargues.... Guitarra - Iván Santaeularia....Piano - Mar Canadell....Versión percusión - Javier Abril.... Secuencias y loops | - Xavi Navarro "Mario" - Tania García "María/Ana" - Daniel Figueroa "Colate/Guillermo" - Javier Ruiz "Panchi" - Diego París "Panchi" - Paula Berenguer "Ana/María" - Anselmo Vega "Anselmo" - Cristina Rueda "Patricia" - David Carrillo "Guillermo/Panchi" - Marcos Rodríguez "Guillermo/Colate/Anselmo" - Ona Pla "María/Patricia/Ana/Malena" - Cristina Murillo "Malena/Ana" - Verónica Cardá "bailarina" - Maite Fernández "bailarina" - Cristina Hausmann "bailarina" - Elena Menéndez "bailarina" - Sara Miquel "bailarina/Malena" - Sonia Ebiole Esomba "bailarina" - Anabel Pituelli "bailarina" - Myriam Vega "bailarina" - Gisela Vergés "bailarina" - Cristian Velasco "bailarín" - Víctor Ares "bailarín" - Rubén Jiménez "bailarín" - Gerard Mínguez Nogués "bailarín/Mario" - Marc Montojo "bailarín" - Jesús Martín Márquez "bailarín" - Cristian Soto "bailarín" - Javier Vachiano "bailarín" - Javier Balance "bailarín" - Aridane González(Acróbata) |

## Reparto México

### Reparto original
- Mario.... Alan Estrada
- María.... Fernanda Castillo
- Colate.... Luis Gerardo Méndez
- Ana.... Mar Contreras
- Guillermo.... José Daniel Figueroa
- Chakas.... Rogelio Suárez
- Venancio....Gerardo González
- Patricia.... Valeria Vera
- Churchi.... Jacobo Toledo
- Malena.... Erika Tahís

### Participaciones especiales
- Juan Gabriel
- Christian Chávez
- Ha*Ash
- Ana Torroja

### Reemplazos, versiones y alternantes
- Mario...Hugo Serrano/Mauricio Salas
- María... Mar Contreras, Janette Chao, Estibalitz Ruiz, Tzaitel Santini, Danna Paola, María León, Carmen Sarahi
- Colate... Mauricio Salas, Víctor Olivares, Hugo Serrano, José Ángel Bichir, Mario Sepúlveda, Enrique Madrid , Daniel Diges, Jesús Jiménez
- Guillermo....Roberto Hernández/César Romero
- Chakas....David Bueno
- Panchi....Daniel Román
- Ana....Taleen Dersdepanian, Estibalitz Ruiz, Karina Cazares, Carmen Sarahí, María León
- Venancio....Óscar Ibarra, Arturo Echeverría / Manuela.... Erika Thais
- Patricia.... Erika Thais, Ana Pamela, Regina Blandon
- Churchi...David Bueno/Hugo Serrano
- Malena.... Gabriela Aldaz, Tatiana Peralta, Karina Cazares
- Luchita Lu Li... Luz Edith Rojas (HNMPL: El Concierto)

### Nuevo reparto 2014
- Mario.... Alan Estrada
- María.... Melissa Barrera
- Colate.... Roger González
- Guillermo.... José Daniel Figueroa
- Chakas....Rogelio Suárez
- Ana.... María León
- Venancio.... Rubén Trujillo
- Patricia.... Regina Blandón
- Malena.... Mar Contreras

### Reemplazos, versiones y alternantes
- Mario.... Vince Miranda/Juan Solo
- María.... María León/Marcela Guirado /Carmen Sarahí
- Colate.... Diego Amozurrutia/Pepe Navarrete
- Guillermo.... Alan Martin
- Ana.... Carmen Sarahí/Erika Hau/Jackie González
- Chakas... Alan Martin
- Patricia.... Erika Hau/Jackie González/Carla Medina/Regina Blandón
- Venancio.... José Antonio López Tercero
- Malena.... Regina Blandón/Erika Hau /Carmen Sarahí/Gaby Peralta/Paola Toyos

### Participaciones especiales
- Río Roma
- Fernanda Castillo
- Luis Gerardo Méndez
- Gerardo González
- Valeria Vera
- Jacobo Toledo
- Erika Tahís
- Janette Chao
- Christian Chávez
- Yahir
- Samo
- Sasha, Benny y Erik
- Belinda Peregrín
- Ana Torroja
- Yuridia

### Elenco gira y regreso 2015
- Mario.... Vince Miranda/Juan Solo
- María.... Danna Paola/Jackie González/Carmen Sarahí
- Colate.... Roger González/Diego Amozurrutia
- Ana.... Carmen Sarahí/Jackie González
- Patricia.... Jackie González/Carla Medina/Regina Blandón
- Chakas.... Rogelio Suárez
- Guillermo.... José Daniel Figueroa/Alan Martin
- Venancio.... Rubén Cerda/José Antonio López Tercero
- Malena.... Paola Toyos

### Elenco regreso 2017
- Mario.... Mariano Palacios/Moisés Araiza
- María.... Danna Paola
- Colate.... Roger González/Mauricio Garza/Jesús Zavala/Pepe Navarrete
- Ana.... Nicole Vale/Cristina León/María Elisa Gallegos
- Patricia.... Carla Medina/Dai Liparoti/Cinthia Vázquez/María Elisa Gallegos
- Chakas.... Rogelio Suárez/Leonardo Bono/Rodrigo Resendiz
- Guillermo.... José Daniel Figueroa/Leonardo Bono
- Venancio.... Gerardo González
- Malena.... Cinthia Vázquez/Jenny García

### Elenco 2020-2021
- Mario.... Yahir/Alan Estrada
- María.... Belinda Peregrín/María León
- Colate.... Jesús Zavala/Carlos Fonseca/Enrique Montaño
- Ana.... Carmen Sarahí
- Patricia.... Dai Liparoti/Melina D'Angelo/María Elisa Gallegos
- Chakas.... Rogelio Suárez
- Guillermo.... David Carrillo/Carlos Fonseca
- Venancio.... Sergio Basáñez/Jorge D'Alessio/José Antonio López Tercero
- Malena.... Fran Meric/Alma Cero

## Canciones

### Versión original (2005)

#### Acto I
- Obertura/ Hoy No Me Puedo Levantar - Colate, Compañía
- Quiero Vivir En La Ciudad - Mario, Colate
- No Hay Marcha En Nueva York - Guillermo, Panchi (Chakas), Compañía
- Maquillaje - Guillermo, Las Pepas, Colate, Mario, Panchi (Chakas)
- Por La Cara - Mario, María, Colate, Guillermo, Panchi (Chakas)
- Hawaii-Bombay - Ana, Guillermo, Panchi, Colate, Mario, María, Compañía
- Quédate En Madrid - Ana, Colate
- Una Rosa Es Una Rosa - Anselmo (Venancio)
- Mujer Contra Mujer - Patricia, María, Chakas
- Lía - María, Compañía
- Me Colé En Una Fiesta - Guillermo, Compañía
- No Controles (Concurso) - Rulé, Flans
- Medley 1 (J.C., El amargo del pomelo, Los amantes, Quédate en Madrid, Tú, Te busqué, Sube Sube, La fuerza del destino) - Compañía

#### Acto II
- "Eungenio" Salvador Dalí / Laika - Compañía
- Aire - Mario
- Perdido En Mi Habitación - Colate
- Cruz De Navajas - Mario
- Barco A Venus - Mario, Colate
- El Uno, El Dos, El Tres - Anselmo(Venancio)
- El 7 De septiembre - Compañía
- Hijo De La Luna - María
- Un Año Más - María, Colate, Panchi (Chakas), Patricia, Guillermo, Compañía
- El Fallo Positivo - Ana, Colate, Compañía
- Me Cuesta Tanto Olvidarte - Mario
- No Es Serio Este Cementerio - Colate, Compañía
- La Fuerza Del Destino - Mario, María, Compañía
- Vivimos Siempre Juntos - Mario, Compañía
- Medley 2 (Naturaleza muerta, Dalai Lama, Cruz de Navajas, Maquillaje, No es serio este cementerio, Me colé en una fiesta, Vivimos siempre juntos, Hoy no me puedo levantar) - Compañía

### Reestreno (2013)

#### Acto I
- Obertura / Hoy No Me Puedo Levantar - Colate, compañía
- Quiero Vivir En La Ciudad - Mario, Colate
- Maquillaje - Las Pepas, Guillermo, Mario, Colate, Panchi (Chakas)
- Hawaii-Bombay - Patricia, María, Mario, Colate, Guillermo, Panchi (Chakas), compañía
- Quédate En Madrid - Ana, Colate
- Una Rosa Es Una Rosa - Anselmo (Venancio), Mario
- Mujer Contra Mujer - Patricia, María, Guillermo
- Lía - María
- Me Colé En Una Fiesta - Guillermo, compañía al completo
- Cruz De Navajas (Concurso) - Mario
- Medley 1 (El amargo del pomelo, Los amantes, Quédate en Madrid, No controles, Tú, Te busqué, Sube Sube, La fuerza del destino) - Mario, María, Compañía

#### Acto II
- "Eungenio" Salvador Dalí/Laika - Compañía
- Aire - Mario
- Perdido En Mi Habitación - Colate
- Tú - Mario, María
- Barco A Venus - Mario, Colate
- El Uno, El Dos, El Tres - Anselmo (Venancio)
- El 7 De septiembre - María, Anselmo (Venancio), Mario
- Hijo De La Luna - María
- Un Año Más - María, Pantxi (Chakas), Patricia, Colate, Guillermo, Compañía
- El Fallo Positivo - Ana, Colate, Compañía
- Me Cuesta Tanto Olvidarte - Mario
- No Es Serio Este Cementerio - Colate, Compañía
- La Fuerza Del Destino - Mario, María, Compañía
- Vivimos Siempre Juntos – Mario, Elenco y Compañía al completo
- Medley 2 (Naturaleza muerta, Dalai Lama, Cruz de Navajas, Maquillaje, No es serio este cementerio, Me colé en una fiesta, Vivimos siempre juntos, Hoy no me puedo levantar)

### Nueva Versión (2020/2021)

#### Acto I
- Obertura / Hoy No Me Puedo Levantar - Colate, compañía
- Quiero Vivir En La Ciudad - Mario, Colate
- Maquillaje - Las Pepas, Guille, Mario, Colate, Panchi (Chakas)
- Hawaii-Bombay - Patricia, María, Mario, Colate, Guillermo, Panchi (Chakas), compañía
- Quédate En Madrid - Ana, Colate
- Mujer Contra Mujer - Patricia, María, Guillermo
- Lía  - María
- Me Colé En Una Fiesta - Guillermo, compañía
- Cruz De Navajas (Concurso) - Mario
- Medley 1 (J.C., El amargo del pomelo, Los amantes, Quédate en Madrid, No controles, Tú, Te busqué, Sube Sube, La fuerza del destino) - Mario, María, Compañía

#### Acto II
- "Eungenio" Salvador Dalí/Laika - Ana, Compañía
- Aire - Mario
- Perdido En Mi Habitación - Colate
- Barco A Venus - Mario, Colate
- El Uno, El Dos, El Tres - Panchi (Chakas)
- El 7 De septiembre - María, Compañía
- Hijo De La Luna - María
- Un Año Más - María, Pantxi (Chakas), Patricia, Colate, Guillermo, Compañía
- El Fallo Positivo - Ana, Compañía
- Me Cuesta Tanto Olvidarte - Mario
- No Es Serio Este Cementerio – Colate, Compañía
- Vivimos Siempre Juntos – Mario, Elenco
- Medley 2 (Naturaleza muerta, Dalai Lama, Cruz de Navajas, Maquillaje, No es serio este cementerio, Me colé en una fiesta, Vivimos siempre juntos, Hoy no me puedo levantar) - Compañía

## Premios
- Premios Gran Vía de los Musicales
- Premios Max de las Artes Escénicas (2006).
  - Mejor Espectáculo de Teatro Musical. Finalista.
  - Mejor Director Musical. Nacho Cano. Finalista.
- Unión de Actores (2005).

Mejor actor protagonista de teatro. Javier Godino. Finalista.
- Premio Butaca a Mejor Actor de Musical 2010 a Xavi Melero por su papel de Colate.

### México
- Premios de la Agrupación de Periodistas Teatrales (APT) 2006, “Mejor Musical”
- Lunas del Auditorio 2007, “Mejor Musical”
- Premios Metro 2021, ganadores: María León "Mejor Actuación femenina Principal", María Elisa Gallegos "Mejor Actuación femenina de Reparto", Rogelio Suárez "Mejor Actuación masculina de Reparto"

## Historia de los Derechos del musical
Desde 2004 hasta 2021 (aproximadamente) los derechos de Hoy no me puedo levantar pertenecieron a Drive Entertainment, empresa española, estaban a cargo José Manuel Lorenzo y Ángel Suárez Morales, pero en noviembre de 2007, época de las últimas giras de Hoy no me puedo levantar en España, y a raíz de varias desavenencias internas, se destituyó a José Manuel Lorenzo, quedando a cargo únicamente Ángel Suárez Morales, ante este hecho, Nacho Cano decidió dimitir al no compartir el nuevo modelo de gestión, tanto de la dirección artística como la presupuestaria y los derechos fueron cedidos por el propio Nacho Cano a Ángel Suárez Morales.
En 2012, en el reestreno de la obra Nacho Cano, criticaba los cambios del montaje. “Ángel Suárez Morales se hizo con el control total de la compañía quitándose de en medio a partir de entonces a todo el que no le interesara con el único fin de lucrarse personalmente con el dinero de Hoy No Me Puedo Levantar. Ahora Ángel Suárez pretende estrenar un nuevo formato de Hoy No Me Puedo Levantar con cambios, que no es para nada el que yo licencié y para el cual cedí los derechos de mis canciones” en 2013, tras la finalización de su última temporada en Madrid, Hoy No Me Puedo Levantar y tras la demanda interpuesta por Nacho a Drive, Hoy No Me Puedo Levantar no se volvió a representar en España, simultáneamente a esto, regresó a México de la mano de Drive y Gou Producciones, productora de Alejandro Gou, y la obra se representó durante los años 2013 a 2015. En 2019, volvió a ponerse en escena y entre ese año y el 2021 los derechos totales del musical pertenecientes a Drive, caducaron y Drive cerró, Alejandro Gou (Gou Producciones) los compró y se los devolvió a Nacho "Antes Nacho Cano no podía intervenir porque había vendido los derechos a Ángel Suárez (productor español), pero ahora que se le vencieron y yo los compré mundialmente, pues yo le regresé el acta de nacimiento de su obra a Nacho Cano, cuando se lo dije se puso feliz", Nacho Cano y Alex Gou trabajarán juntos escribiendo una versión nueva del musical que se estrenará simultáneamente en España y México y además están trabajando en una adaptación cinematográfica de la obra.

## La Nueva Dimensión
El 11 de marzo de 2013 en el Teatro Rialto, de 10 a 14h., se inicia de nuevo el casting para el regreso del musical que fue el día domingo 8 de septiembre de 2013 en el Teatro Coliseum de Madrid, contando con los actores Daniel Diges y Andrea Guasch como protagonistas.
En septiembre de 2013, se confirmó el regreso del musical a México, posiblemente el elenco original participara en algunas representaciones, tal es el caso de Alan Estrada que hará el personaje de Mario cual hizo en 2006, aunque también tendrá nuevo elenco, tal es el caso de María León, vocalista de Playa Limbo que interpretará a Ana y posteriormente a María, así como Regina Blandón que es la única actriz en interpretar a Patricia, Ana y María, posteriormente hizo la versión de Malena; esta versión del musical será producida por Alejandro Gou, será presentada el 14 de febrero de 2014 en el Teatro Aldama y contara con la presencia de Ana Torroja y José María Cano como invitados especiales el día de estreno. Esta versión fue dirigida por Federico Barrios. En marzo, harán una gira nacional por Querétaro, Puebla, Guadalajara y Monterrey y grabaran un disco con las canciones del musical.
El 17 de abril de 2015, Alejandro Gou confirmó el regreso de la puesta en escena por 5 semanas más en el Teatro Aldama empezando el 16 de julio y finalizando el 27 de agosto, en ese comunicado, Gou también confirmó que la actriz y cantante mexicana Danna Paola se integra a la obra en las semanas de regreso y en la gira nacional dando vida a María, presentándose en las ciudades de Morelia, Acapulco, Querétaro, León, Guadalajara, Puerto Vallarta, Colima, Culiacán, Hermosillo, Tijuana, Mexicali, Ciudad Juárez, Durando, Torreón, Saltillo, Tampico y Veracruz.